# ساوت لیتلتون
ساوت لیتلتون (به انگلیسی: South Littleton) یک روستا و محله مدنی در بریتانیا است که در Wychavon واقع شده‌است. ساوت لیتلتون ۱٬۷۷۵ نفر جمعیت دارد.